# 掖庭の獄
掖庭の獄（えきていのごく）は、北宋後期に哲宗の皇后であった孟氏（後の元祐太后）が廃されるきっかけになった疑獄事件。原因としては哲宗の個人的判断による側面も含まれるものの、当時の新法派政権が哲宗の意を受けて廃后に積極的に動いたこと、廃された孟氏が旧法派の後ろ盾とされた宣仁太后に引き立てられ、後の旧法・新法両派の盛衰に伴って復位と廃位を繰り返したことなど、当時の政治情勢（新法・旧法の争い）との関連性も否定できない。

## 概要
孟氏は元祐7年（1092年）、宣仁太后らによって多くの名家の娘の中から選ばれ、20歳で当時17歳の哲宗の皇后となった（なお、太后は翌年没している）。ところが、哲宗は側室である婕妤劉氏（後の昭懐皇后）に心動かされるようになったことから、孟皇后と劉婕妤の間で確執が生じるようになった。
紹聖3年（1096年）、孟皇后が生んだ福慶公主が病に倒れた際、医術の知識があった皇后の姉が治療にあたっていたが効果がなく、道教で用いられている治病符水を持ち込むという出来事があったが、治病符水の宮中への持ち込みは禁じられていた。これを知った孟皇后は、哲宗に事実を告げて符を焼かせたため、問題はそこで終わるかに思われた。ところが、直後に公主の枕元に同じく紙銭が置かれているのが発見され、孟皇后は劉婕妤が呪詛していることを疑った。一方、孟皇后の養母（聴宣夫人燕氏）と近侍の尼、皇后の供奉官の3名が皇后のために呪詛を行っているという噂が広まった。このため、朝廷ではこの問題を解決するために宦官を派遣して、3名ら後宮関係者の取り調べを行うことになった。
供奉官は尼とともに、哲宗の心が自身に傾くことと劉婕妤の死を願う皇后のため、国禁であった「雷公式」と呼ばれる呪法を行ったことを認めた。養母燕氏も、妓楼から媚薬を入手して哲宗に使用したこと、結核による死者の骨灰を劉婕妤の寝宮に散らしたことを認めた。そのため、言官である侍御史の董敦逸による再審理に移されることになったが、そのために連れてこられた宦官・宮女30名が、厳しい拷問の結果とても審理を行える状況になく、中には舌を切り取られた者もいて、まともな審理は不可能であった。加えて劉婕妤の側近の宦官の郝随にまで脅迫され、取り調べの内容をそのまま追認する秦牘（判決文）を上奏した。宰相の章惇と執政の曾布はこの秦牘を是とし、一部の「雷公式が正しい方法で行われておらず未遂にあたる」とする意見をはねのけた。また、宮中では郝随が皇后を擁護する者を圧迫した。このため、9月29日に孟皇后を廃して瑤華宮にて出家させる詔が出され、呪法を行った皇后の養母ら3名は斬刑、皇后の父の孟在は左遷とされた。
この一件は、後宮内における宦官による取り調べのみで実際の裁判が終了し、しかも取り調べられた側には異常な拷問が加えられていて、取り調べの正しさを検証することは不可能になっていた。加えて、劉婕妤側近の宦官が取り調べに関与し、宰執が異論を認めないなど、孟皇后の廃后と劉婕妤の皇后昇格を意図した計画的な要素が含まれていた（実際に元符2年（1099年）に劉婕妤が皇子を産むと、皇后に格上げされている）。
その後、孟氏は旧法派の復調と新法派の巻き返しのたびに、復位と廃后を繰り返すことになる。そして、廃后中の靖康2年（1127年）、孟氏は実家にいたことが幸いし、靖康の変による金軍の連行を免れた。金によって「楚」の傀儡皇帝に立てられた張邦昌はそれを知ると、孟氏を皇太后として復位させた上で、皇太后の権限によって、同じく金軍による連行を免れていた趙構（高宗）を皇帝として擁立した。孟氏は後に高宗と合流して垂簾聴政を行った。南宋成立後、哲宗の実録が改訂されたが、新法派政権によって記された孟氏による呪詛の記述は抹消され、孟氏の直接の証言などを元に、治病符水が持ち込まれた一件のみが記されることになった。